# West-End (Amsterdam)
De West-End, later de Ambassade, was een bioscoop in de Amsterdamse wijk De Baarsjes. De bioscoop werd geopend in 1933 in de Jan Evertsenstraat nabij de Krommert, in het toenmalige uiterste westelijke einde van de stad. Of de naam West-End hiernaar verwijst of naar de Londense uitgaanswijk West End is niet bekend.
De bioscoop was het initiatief van REMA N.V. van Gerardus van Royen en de architecten waren Zeeger Gulden en Melle Geldmaker. De bioscoop was, in tegenstelling tot andere bioscopen, van de straat af nauwelijks zichtbaar als bioscoop en verstopt tussen de woonhuizen. Het was een merkwaardig vooral smal en diep pand. De voorgevel is bekleed met bruine keramische tegels. De uitgang bevond zich in de Krommertstraat onder het poortje in de gevelwand vlak bij het toenmalige Sportfondsenbad.
In deze buurtbioscoop, die 373 stoelen telde, werden vooral de zogenaamde B-films vertoond en oudere films die in het centrum waren uitgedraaid. In 1961 werd de bioscoop tijdelijk gesloten maar werd in 1962 heropend en vernoemd in 'Ambassade'. In 1970 werd de bioscoop, door tegenvallende bezoekersaantallen, echter definitief gesloten.
Er vestigde zich vervolgens eerst een discotheek, die ook West-End genoemd werd. Deze sneuvelde ergens in de jaren 80, waarop zich aldaar een groep van een omstreden Braziliaanse pinkstergemeente vestigde, de Universele Kerk van Gods Rijk (UKGR) (Igreja Universal do Reino de Deus) die haar aanwezigheid aankondigde met een groot bord "Stop met lijden" maar later is dit vervangen door de tekst "UKGR Evangelisch Centrum".
In 2017 werd in het gebouw tijdelijk een jazzclub gevestigd, in afwachting van herontwikkeling als luxe appartementencomplex.
De snackbar op buurpand huisnummer 20 heeft al sinds de jaren 30 onveranderd de naam "Marja".
Op 25 mei 2021 werd begonnen met de sloop van het gebouw, alvorens er 28 (koop)woningen, winkelruimten en een nieuw onderkomen voor UKGR werden gebouwd. Bij de sloop van het gebouw kwam een "oude" reclameschildering naar voren uit de tijd voordat het gebouw werd neergezet. Het verwees naar de plantenhandel die erachter gevestigd was.

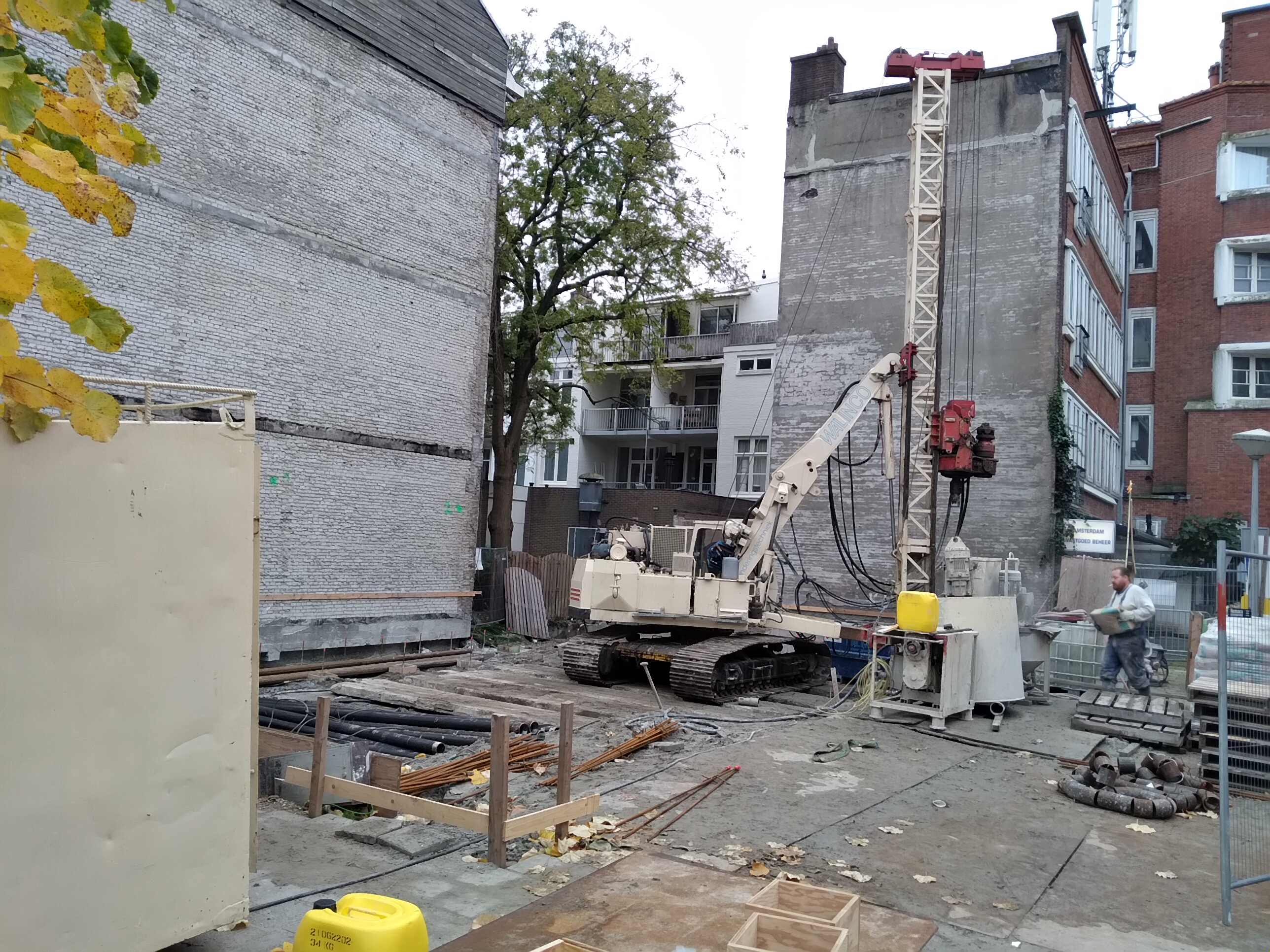
Door sloop van het complex is een doorkijk ontstaan vanuit Krommertstraat naar Jan Evertsenstraat (november 2021)
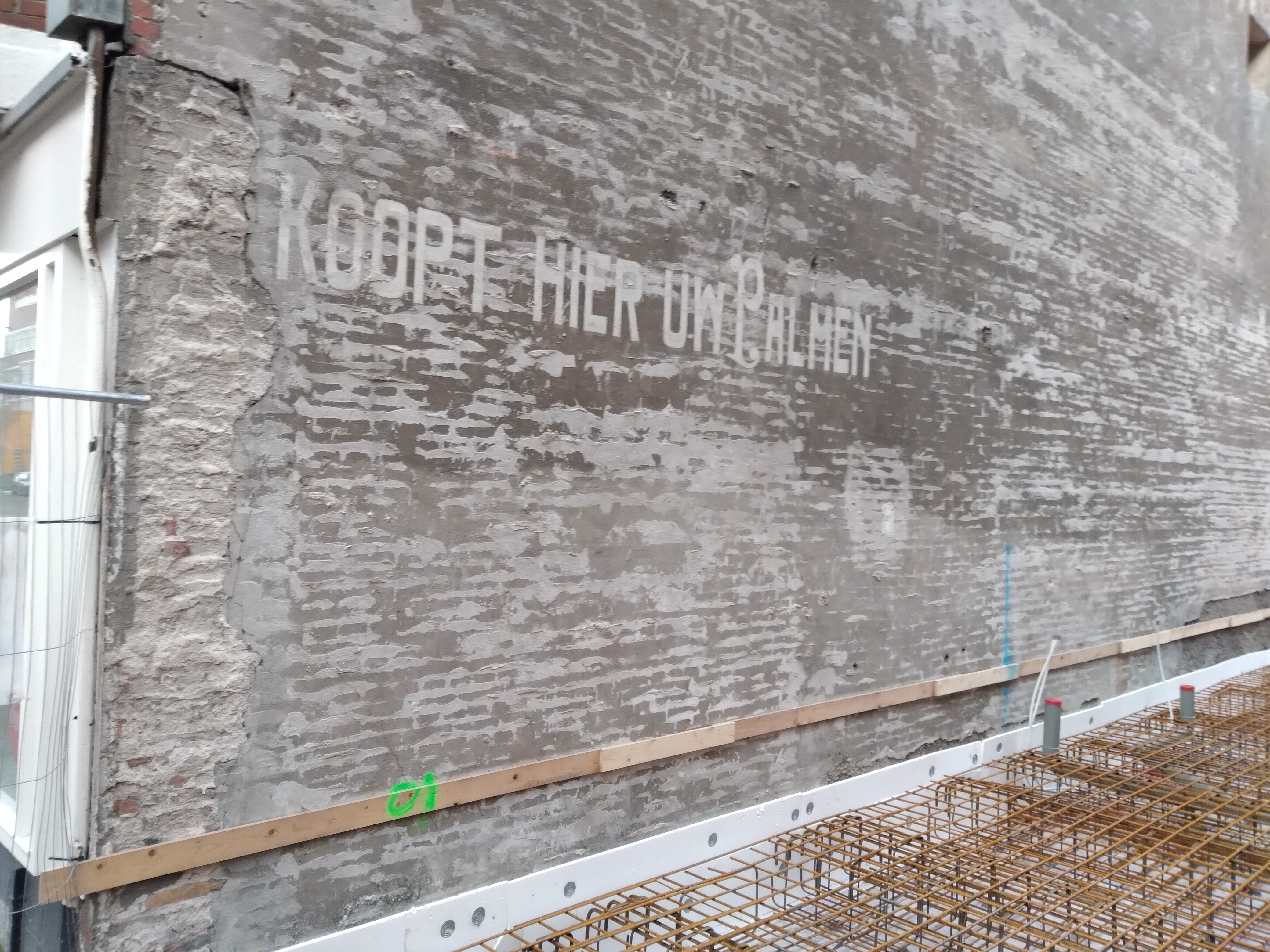
Reclameschildering voor palmen (december 2021)
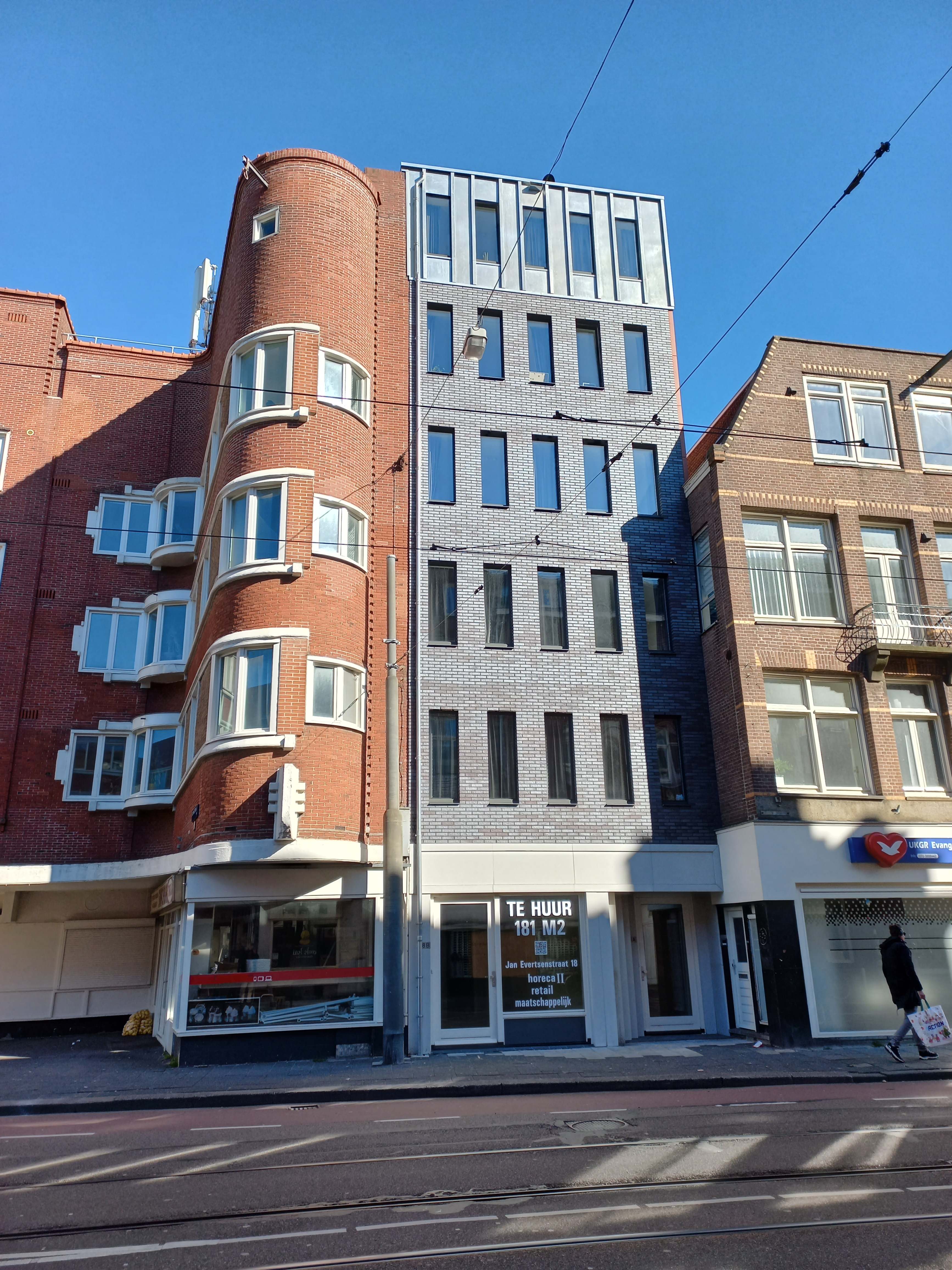
Nieuwbouw op plek bioscoop (april 2023)